# Henri Cazalis

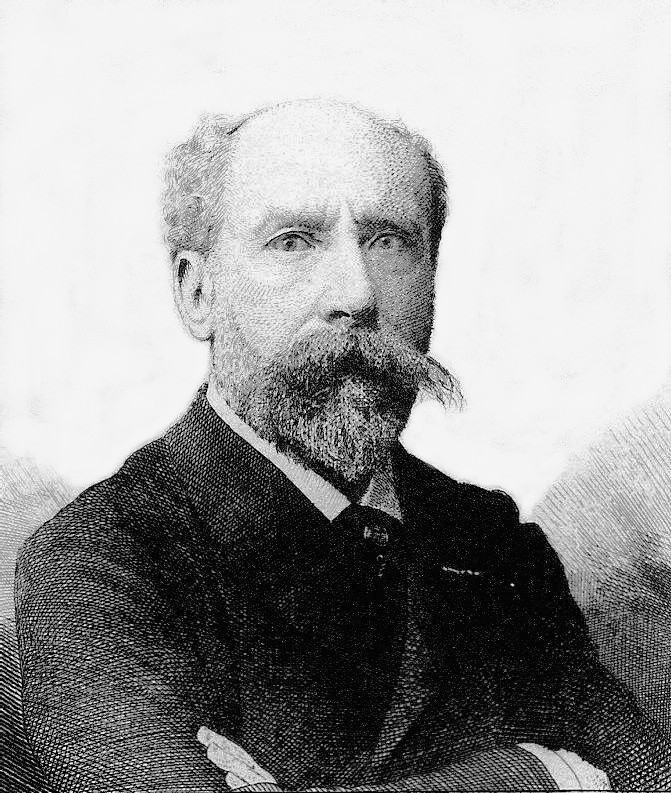
Henri Cazalis

Henri Cazalis, noto anche con i nomi d'arte di Jean Caselli e soprattutto Jean Lahor (Cormeilles-en-Parisis, 9 marzo 1840 – Ginevra, 26 dicembre 1909) è stato un poeta e medico francese.

## Biografia

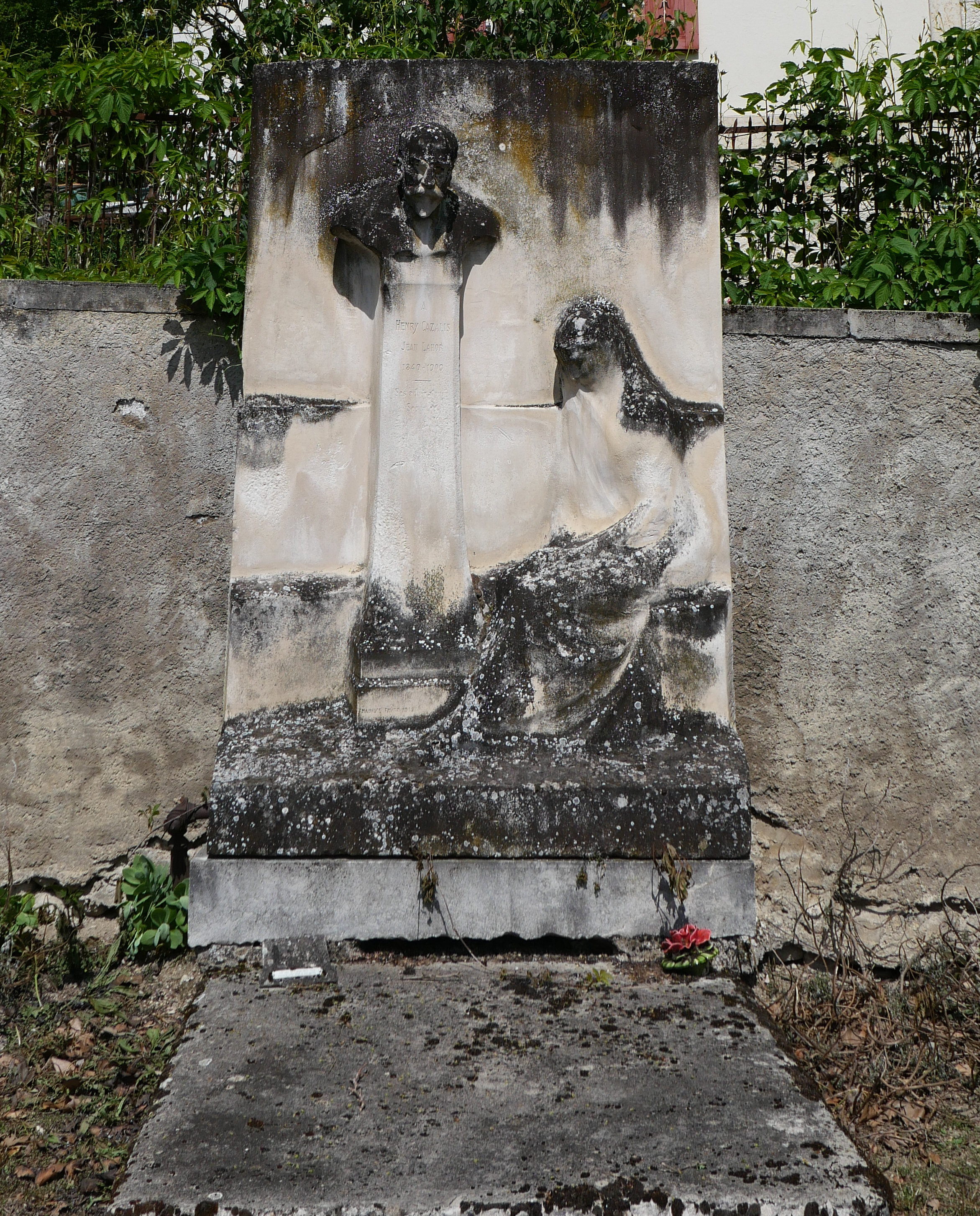
La tomba al cimitero di Ferney-Voltaire

Poeta parnassiano, fu influenzato dal punto di vista filosofico dalla lettura di Arthur Schopenhauer mentre dal punto di vista stilistico dall'amico Charles Marie René Leconte de Lisle. Notevole influenza sulla sua produzione letteraria ebbe anche la sua passione per l'oriente ed il suo interessamento per il buddhismo, tanto da pubblicare nel 1888 un libro sull'argomento, L'histoire de la pensée hindoue.
Conobbe molti dei maggiori artisti europei dell'epoca, come John Ruskin, Camille Saint-Saëns e William Morris. Intrattenne inoltre un importante rapporto epistolare con Guy de Maupassant, conosciuto tramite Emmanuel des Essarts, tra il 1862 ed il 1871. Fece inoltre parte del gruppo artistico Nabis.
Nel 1865 pubblicò Les chants populaires de l'Italie e Vita Tristis sotto lo pseudonimo di Jean Caselli. Tre anni più tardi, con il suo vero nome, pubblicò Melancholia e nel 1872 Livre du néart. Dal 1875 iniziò a scrivere con lo pseudonimo di Jean Lahor, pubblicando L'illusion e nel 1888 la raccolta Poésies complètes. Ultima opera pubblicata fu nel 1896 Les quatrains d'Al Ghazali. Un suo componimento fu inserito nella raccolta collettiva Le Parnasse contemporain, edita da Alphonse Lemerre.
Il compositore francese Henri Duparc musicò tre poesie di Cazalis (Extase, Chanson triste e Sérénade florentine).
Come medico igienista, ricoprì il ruolo di ispettore delle acque a Challes-les-Eaux ed in seguito ad Aix-les-Bains. Si interessò inoltre ai problemi sociali che affliggevano la popolazione francese e sull'argomento pubblicò nel 1903 Habitations à bon marché et un art nouveau pour le peuple.
Morto in Svizzera, venne seppellito a Ferney-Voltaire.

## Opere
- Les chants populaires de l'Italie, 1865
- Vita Tristis, 1865
- Melancholia, 1868
- Livre du néart, 1872
- L'illusion, 1875
- Poésies complètes, 1888
- Les quatrains d'Al Ghazali, 1896

La raccolta Melancolia, pubblicata nel 1868 a Parigi dall'editore Alphonse Lemerre, contiene anche la poesia "Égalité, Fraternité" che fu la base d'ispirazione per la "Danse macabre" che Camille Saint-Saëns compose nel 1874.

## Saggistica
- L'histoire de la pensée hindoue, 1888
- Habitations à bon marché et un art nouveau pour le peuple, 1903